# Koszty rachunkowe
Koszty rachunkowe – wyrażone w pieniądzu lub jego ekwiwalentach zużycie zasobów, które związane jest z prowadzoną działalnością, ma na celu osiągnięcie w bieżącym lub w przyszłych okresach korzyści dla danej organizacji i jest ewidencjonowane przez daną jednostkę zgodnie z zasadami (przepisami) o rachunkowości .
Jeden z podstawowych sposobów klasyfikacji kosztów rachunkowych dzieli je ze względu na obszar działalności, której dotyczą:
- koszty działalności operacyjnej – stanowią koszty związane z podstawową działalnością (np. działalność produkcyjna) danej jednostki (np. koszty zużycia materiałów i energii, koszty wynagrodzeń czy też koszty usług obcych).
- pozostałe koszty operacyjne – stanowią koszty pośrednio związane z działalnością operacyjną danej jednostki (np. koszty związane ze zbyciem środków trwałych, koszty związane z tworzonymi rezerwami czy też koszty wynikające z kar i grzywien nałożonych na jednostkę).
- koszty finansowe – są związane z działalnością inwestycyjną i finansową danej jednostki (np. odsetki od zaciągniętych kredytów czy pożyczek).
- straty nadzwyczajne – obejmują koszty, które wynikają ze zdarzeń trudnych do przewidzenia, losowych (np. pożar hali magazynowej).

Wyróżnia się dwie podstawowe sposoby prezentowania kosztów w sprawozdaniach finansowych: układ rodzajowy i kalkulacyjny.
Moment rozpoznania kosztów dla celów rachunkowych i podatkowych może być różny.